# بخش تولی، شهرستان ماریون، اوهایو
بخش تولی (به انگلیسی: Tully Township) یک منطقهٔ مسکونی در ایالات متحده آمریکا است که در شهرستان ماریون، اوهایو واقع شده‌است.
 بخش تولی ۵۴٫۵ کیلومتر مربع مساحت و ۸۵۴ نفر جمعیت دارد و ۳۱۱ متر بالاتر از سطح دریا واقع شده‌است.